# Hamid Gjylbegu
Hamid Gjylbegu lub Hamid Gjylbegaj (ur. 1 marca 1888 w Szkodrze, zm. 24 lutego 1979 w Elbasanie) – osmański i albański wojskowy oraz pisarz.

## Życiorys
Uczył się w szkole średniej w Manastirze, następnie w 1911 roku ukończył studia wojskowe w Akademii Wojskowej w Konstantynopolu. Służył następnie w osmańskim pułku stacjonującym w Salonikach, gdzie w lipcu 1912 roku został mianowany instruktorem. Podczas I wojny bałkańskiej walczył przeciwko wojskom serbskim w rejonie Kumanowa, Wełesu, Prilepu i Bitoli; został następnie skierowany na front południowy, walcząc z Grekami w regionach Bilishtu, Korczy oraz Janiny. 6 marca 1913 roku Janina została poddana wojskom greckim, a Gjylbegu został uwięziony i zesłany na wyspę Zakintos; w październiku tego samego roku został zwolniony, po czym wrócił do Konstantynopola.
W 1914 roku służył w albańskiej żandarmerii w stopniu porucznika, był odpowiedzialny za tłumienie powstania chłopskiego.
W 1920 roku dowodził albańskimi siłami ochotniczymi w bitwie o Koplik. Kandydował do albańskiego parlamentu w wyborach z 1923 roku, jednak nie uzyskał mandatu poselskiego.
Po przejściu na emeryturę poświęcił się twórczości literackiej, publikując liczne książki związane z folklorem, a także wiersze dotyczące filozofii oraz poświęcone literaturze dziecięcej. Według Lasgusha Poradeciego, utwory Gjylbegu były reprezentatywne dla neomistycyzmu. On sam został wymieniony w antologii Poradeciego pod tytułem Antologji shqipe e kësikohëshme.

## Życie prywatne
Był synem Sulejmana i Sebije.